# سوپرمن (آلبوم آرش)
سوپرمن (انگلیسی: Superman) نام سومین آلبوم استودیویی خوانندۀ ایرانی-سوئدی، آرش است که پس از دنیا در ۲۰۰۸ و آرش در ۲۰۰۵ منتشر شد.
تک‌آهنگ‌های این آلبوم عبارتند از: ″فرشتۀ شکسته″، ″ملودی″، ″ایران ایران جام جهانی ۲۰۱۴″، ″ناچارم می‌کنه برم″ به همراهی شان پال و ″سکس لاو راک اند رول (اس‌ال‌آر)″ به همراهی تی-پین.

## فهرست ترانه‌ها
1. ″One Day (یک روز)″ (به همراهی هلنا) (۳:۳۲)
2. ″Sex Love Rock N Roll (سکس لاو راک اند رول)″ (اس‌ال‌آر) (به همراهی تی-پین) (۲:۵۷)
3. ″تکون بده″ (۲:۳۹)
4. ″سوپرمن″ (به همراهی نیاندا) (۳:۳۱)
5. ″با من سوت بزن″ (۳:۳۱)
6. ″She Makes Me Go (ناچارم می‌کنه برم)″ (به همراهی شان پال) (۲:۵۸)
7. ″Doga Doga (دوگا دوگا)″ (به همراهی مدینا) (۳:۱۶)
8. ″ما بالا″ (به همراهی نیاندا) (۳:۱۸)
9. ″دلهره″ (۳:۲۰)
10. ″ملودی″ (۳:۱۲)
11. ″Broken Angel (فرشتۀ شکسته)″ (به همراهی هلنا) (۳:۱۲)
12. ″چه کنم″ (۳:۰۴)
13. ″On Est La (اون است لا)″ (۳:۰۲)
14. ″برو برو″ (به همراهی نکسوس) (۲:۵۶)
15. ″Sex Love Rock n Roll ((سکس لاو راک اند رول)″ (اس‌ال‌آر) (ریمیکس بیس‌هانتر) (به همراهی تی-پین) (۳:۴۹)
16. ″One Day (یک روز)″ (گلدن استار میکس) (به همراهی هلنا) (۳:۰۰)
17. ″ایران ایران جام جهانی ۲۰۱۴″ (۳:۱۴)[۱]